# عاريات الخيشوم
عَارِيَاتُ الخَيْشُومِ (الاسم العلمي: Nudibranchia) هي رتبة من الحيوانات تتبع طائفة بطنيات القدم من شعبة الرخويات.
تنتمي بُزاق البحر عاريات الخياشيم إلى الحيوانات الرخوية البطنقدمية البحرية ؛ والتي تُسقط قوقعتها بعد مرحلة اليرقة . وهي معروفة بألوانها الإستثنائية وأشكالها المُدهشة. ويوجد حالياً أكثر من 2300 نوع مُسجل عِلمياً من بُزاق البحر .
ويرجع أصل كلمة «عاري الخياشيم» nudibranch من كلمة نودوس nudus اللاتينية ومعناها عاري، وكلمة برانكيا brankhia اليونانية ومعناها خياشيم .
ويضم بُزاق البحر مجموعات تصنيفية مُختلفة من ضمنها عاريات الخياشبم، ومجموعات مشابهة مثل مجموعة ساكوجلوسا Sacoglossa ذات البناء الضوئي ومجموعة أجلاجيدي Aglajidae المُختلفة الألوان والشبيهة بعاريات الخياشيم .

## الإنتشار والموطن
تنتشر عاريات الخياشيم في بحار العالم ومن ضمنها البحار المدارية والمُحيطات الجنوبية .
تعيش عاريات الخياشيم فعلياً في كل الأعماق البحرية ابتداءاً من المياه الشاطئية وحتى أعماق أكثر من 700 متر . ويُمكن رؤية التنوع الكبير من عاريات الخياشيم في مناطق الشعاب الدافئة الضحلة، مع أنه تم اكتشاف نوعاً جديداً من عاريات الخياشيم على عُمق حوالي 2,500 متر .
تُعتبر عاريات الخياشيم من الحيوانات التي تزحف على الأسطح القاعية . ويُستثنى من ذلك جنس جلاوكوس غلوكي (حيوان) والتي تطفو مقلوبة تحت سطح المُحيطات، والنوع سّفالوبيجة ترّماتويدّس Cephalopyge trematoides والتي تسبح في عمود الماء البحري .

## التصنيف
- رتيبة الدكسيارشيات
  - تحت رتبة متفرعات الخيشوم
    - فيلق الأيوليدينات
      - فصيلة الأيوليدية
        - جنس الأيوليدا